# St. Mauritius (Doldenhausen)

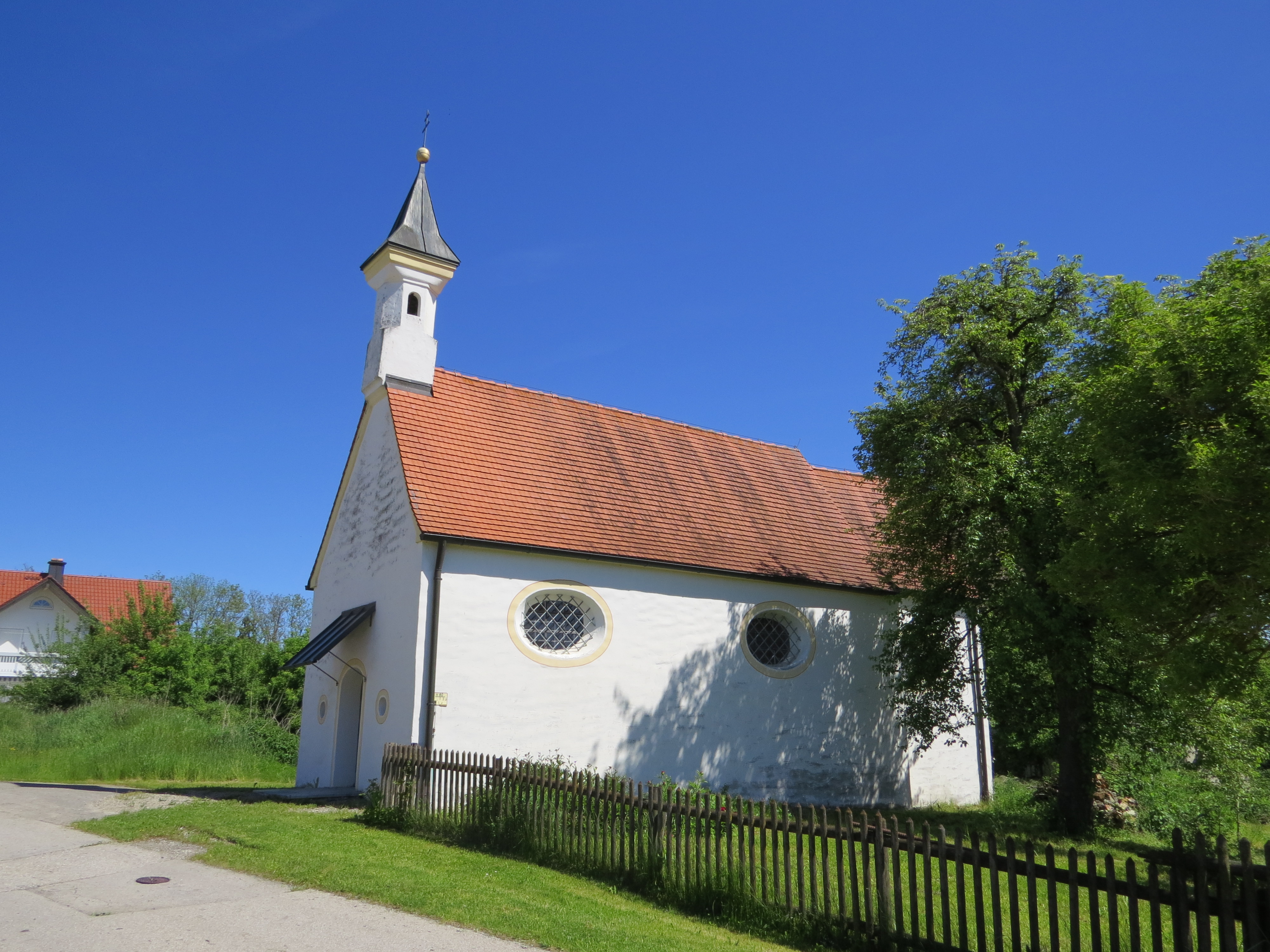
Kapelle St. Mauritius in Doldenhausen, Mindelheim

St. Mauritius ist eine römisch-katholische Kapelle im oberschwäbischen Doldenhausen, einem Stadtteil von Mindelheim im Landkreis Unterallgäu. Die Kapelle wurde um 1660 erbaut und am 25. Januar 1675 geweiht. Im Jahre 1785 erfolgte eine Restaurierung.

## Baubeschreibung

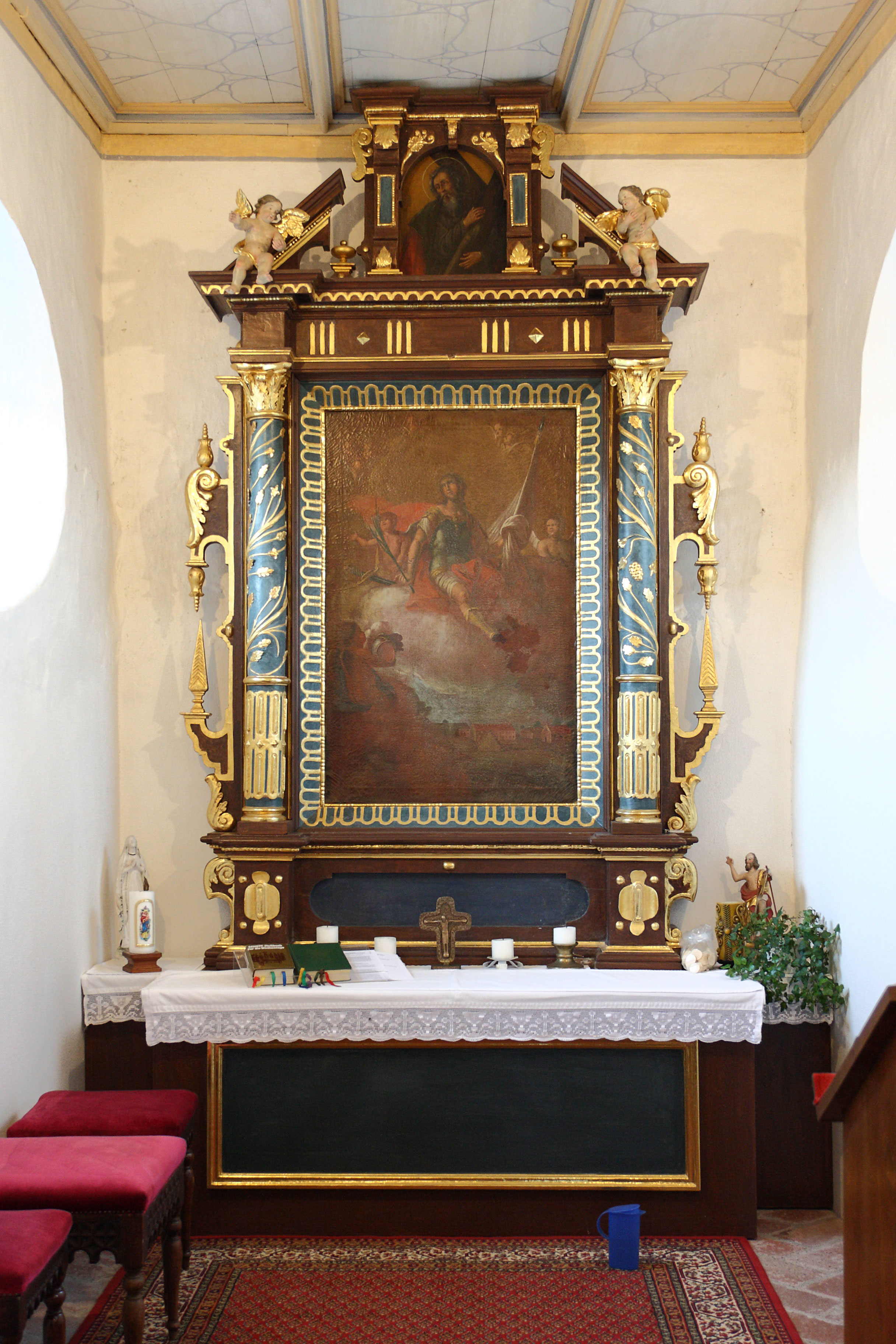
Doldenhausen St. Mauritius Altar

Die Kapelle besitzt einen eingezogenen, etwa quadratischen Chor mit seitlichen Querovalfenstern. Der Chor wird vom Langhaus durch einen rundbogigen, nicht einspringenden Chorbogen getrennt. Das rechteckige Langhaus besitzt zwei Querovalfenster im Süden, im Westen befindet sich eine Korbbogentür zwischen runden Guckfenstern. Die gesamte Kapelle hat eine hölzerne, bemalte Felderdecke, die im Langhaus mit gedrechselten Zapfen an den Kreuzungspunkten der Leisten verziert ist. Im Langhaus ist altes Ziegelpflaster mit Fischgrätenmuster verlegt, im Chor befinden sich Solnhofer Platten. Ein achteckiger Dachreiter über dem Westgiebel steht auf einem quadratischen Sockel, der in ein profiliertes Kranzgesims übergeht. Die Spitze ist mit Blech gedeckt.

## Ausstattung
Die Kassetten sind mit Perlstab dekorativ gerahmt. Ein Deckengemälde von 1660 mit der Heiligen Familie, Gottvater, dem Heiligen Geist und darüber zwei Engeln befindet sich im langgestreckten achteckigen Mittelfeld, in den seitlichen Feldern sind die vier Kirchenväter dargestellt.
Ein rechteckiges Altarbild im 1675 geweihten Altar, das aus dem 18. Jahrhundert stammen dürfte, zeigt den heiligen Mauritius. Im unteren Teil des Bildes befindet sich eine Ortsansicht mit der Kapelle. Beiderseits des Bildes stehen von Weinlaub umwundene Säulen. Außen ist Groteskenornament angebracht. Das Gebälk besteht aus verkröpftem Triglyphengebälk mit kleinen Giebelstücken. Vor dem letzten Giebelstück ist eine kleine Putte aus dem 18. Jahrhundert angebracht. Den Altarauszug mit einer Rundbogenblende und dem Holzgemälde des heiligen Andreas flankieren Volutenpilaster. Daneben steht eine Statuette des auferstandenen Heilands aus der Mitte des 18. Jahrhunderts.
Das Gestühl mit geschweiften Brettwangen wurde wohl im 18. Jahrhundert geschaffen. Sämtliche Figuren in der Kapelle sind gefasst. Eine Immaculata und ein heiliger Josef wurden in der Mitte des 18. Jahrhunderts gefertigt. Zwei Engelsköpfe stammen aus dem dritten Viertel des 17. Jahrhunderts.
Mehrere Votivbilder auf Holz befinden sich in der Kapelle. Ein etwa einen Meter hohes zeigt ein kniendes Ehepaar vor ihrer Viehherde. Darüber befinden sich Maria, Wendelin und Mauritius als Fürbitter vor Christus. Die Inschrift lautet „Als Anno 1746 Ein Recht gefehrliche Pestilencische Sucht under Ross und Vüch hat Eingerissen, so verlobt sich Joseph Schorrer, baur in doldenhaussen mit seiner haußfrauen Mit dieser / Taffel zue gott, auch der allerselligisten alzeit unbeflecktisten Jungfrauen und Muetter gottes Maria, auch zue dennen heilligen Vich Patronen, Sanckt Windelin, undt / Sanckt Mauritius, so ist Im bemeltem Joseph. Kein stuckh nit Krankh worden Vill weniger Eins gefallen, gott und Maria, auch dennen heiligen Patronen sey / Ewig Lob und danck gesagt in alle Ewigkheit, Amen.“ Ein zweites Bild mit einem knienden Mann zwischen den Heiligen Andreas und Matthias und einer Kreuzreliquie darüber stammt aus dem 18. Jahrhundert. Der untere Teil des Bildes trägt die Inschrift „Als Ich Mathias Schmid von mittel Rieden 3 Jahr lang mit einem Leibschaden behafft / war, hab ich mich 3 Freitag nacheinander alharo zum Hl. Creutz und zue St. Andre-/as versprochen, ist darauf Gott sey Lob also bald besser worden“.